# Ажыг
Ажыг (рус. ачинцы) — сеок  (А.) этнической группы хакасов — кызыльцев. Ачинский род считался родственным ызырцам и сагайцам.
В 17 в. Ачинский аймак Кыргызской земли располагался в верхнем течении р. Чулым, у оз. Сызырым, в 160 км южнее совр. г. Ачинска (хак. Ачых тура). Первоначально Ачинский острог бы построен посреди их земель и поэтому получил это название. Участник Второй Камчатской экспедиции Я. И. Лиденау отметил, что если верить сообщениям кызыльцев, «то происходят они от барабинцев».